# Baena
Baena é um município da Espanha na província de Córdova, comunidade autónoma da Andaluzia. Tem 362,51 km² de área e em 2021 tinha 18 885 habitantes (densidade: 52,1 hab./km²).

## Demografia
| Variação demográfica do município entre 1991 e 2004 | Variação demográfica do município entre 1991 e 2004 | Variação demográfica do município entre 1991 e 2004 | Variação demográfica do município entre 1991 e 2004 |
| --------------------------------------------------- | --------------------------------------------------- | --------------------------------------------------- | --------------------------------------------------- |
| 1991                                                | 1996                                                | 2001                                                | 2004                                                |
| 20 423                                              | 18 736                                              | 19 155                                              | 20 071                                              |